# Róger Gómez
Róger Gómez   (Palmar Sur, 7 de febrer de 1965) fou un futbolista costa-riqueny de la dècada de 1990.
Fou 19 cops internacional amb la selecció de Costa Rica.
Pel que fa a clubs, destacà a Cartaginés i Herediano.
Trajectòria com a entrenador:
- 2000: Municipal Goicoechea
- 2003: Municipal Osa
- 2009-2010: Atlético Veragüense